# 제드송 페르난드스
제드송 카르발류 페르난드스(포르투갈어: Gedson Carvalho Fernandes, 1999년 1월 9일 ~ )는 상투메 프린시페 출신 포르투갈의 축구 선수로 포지션은 미드필더이다. 현재 러시아 프리미어리그의 스파르타크 모스크바에서 뛰고있다.